# 景天点地梅
景天点地梅（学名：Androsace bulleyana）为报春花科点地梅属下的一个种。

## 扩展阅读
- 維基物種上的相關：景天点地梅